# Tirukalukundram (Taluk)
Der Taluk Tirukalukundram (Tamil: திருக்கழுகுன்றம் வட்டம்; auch Thirukazhukundram) ist ein Taluk (Subdistrikt) des Distrikts Kanchipuram im indischen Bundesstaat Tamil Nadu. Hauptort ist die namensgebende Stadt Tirukalukundram.

## Geografie
Der Taluk Tirukalukundram liegt an der Küste des Golfs von Bengalen. Er grenzt an die Taluks Cheyyur im Süden, Maduranthakam im Südwesten und Chengalpattu im Norden. Im Süden und Westen begrenzt der Palar-Fluss den Taluk Tirukalukundram.
Der Taluk Tirukalukundram ist deckungsgleich mit dem Block Tirukalukundram. Seine Fläche beträgt 352,8 Quadratkilometer.

## Bevölkerung
Nach der Volkszählung 2011 hat der Taluk Tirukalukundram 196.807 Einwohner. Davon werden 66,7 Prozent als ländliche und 33,3 Prozent als städtische Bevölkerung klassifiziert. Die Bevölkerungsdichte liegt bei 558 Einwohnern pro Quadratkilometer.

## Orte
Zum Taluk Tirukalukundram gehören die folgenden Orte:
Städte:
- Mamallapuram
- Tirukalukundram

Dörfer:
| - Acharavakkam - Adavilagam - Alagusamudram - Amaipakkam - Amanambakkam - Aminjikarai - Ammanambakkam - Anoor - Arambakkam - Attavakkam - Ayapakkam - Echankaranai - Echur - Edaiyur - Edayathur - Egai - Elumichampattu - Irumbuli - Janakipuram - Kadambady - Kalpakkam - Kankeyamkuppam - Karmarapakkam - Keelavedu | - Keerapakkam - Kilapakkam - Kokilamedu - Korappattu - Kothimangalam - Kudiperumbakkam - Kuhipanthandalam - Kunnathur - Kunnavakkam - Lattur - Mambakkam - Manamai - Manapakkam - Meiyur - Melapattu - Meleripakkam - Melkuppam - Merkandai - Mudaiyur - Mullakolathur - Nadurvakkarai - Nallanpillaipettral - Nallathur - Nallur | - Narapakkam - Narasankuppam - Nathamkariamcheri - Navalur - Neikuppi - Nelvoy - Nemmeli - Nerumbur - Osivakkam - Othivakkam - P. V. Kalathur - Pakkam - Pandur - Pattikadu - Perambakkam - Periayakattupakkam - Perumaleri - Perumbedu - Ponpathirkoodam - Poonthandalam - Pudupakkam - Pudupattinam - Pulikundram - Puliyur | - Pulleri - Punnapattu - Sadurangapattinam - Salur - Sogandy - Sooradimangalam - Thathalur - Thazambedu - Thimmur - Thirumani - Thunjam - Tirukkalukunram Forest - Udayambakkam - Vallipuram - Vasavasamudram - Vazhuvodur - Veerakuppam - Veerapuram - Vellapandal - Venbakkam - Vengabakkam - Vilagam - Vittlapuram - Voyalur |